# Trung Hòa, Tân Bắc
Trung Hòa (tiếng Trung: 中和區; bính âm: Zhōnghé Qū Pe̍h-ōe-jī: Tiong-hô Khu) là một khu (quận) của thành phố Tân Bắc, Trung Hoa Dân Quốc (Đài Loan). Quận nằm ở phía tây nam của Đài Bắc. Văn phòng của một số công ty công nghệ được đặt ở quận này, bao gồm trụ sở châu Á-Thái Bình Dương của Viewsonic, Texas Instruments, và trụ sở của Cooler Master, và Micro-Star International.